# Думитру, Ион
Ион С. Думитру (рум. Ion S. Dumitru; род. 1 марта 1921) — румынский офицер, мастер танкового боя, участник Второй мировой войны. За 26 дней боёв он и его экипажи записали на свой счёт не менее 5 танков и 3—4 бронетранспортёра. При этом 5 дней он воевал на стороне немцев и 20 дней — в составе советской 27-й танковой бригады.

## Биография
Родился 1 марта 1921 года в Робэнешти (рум. Robăneşti) уезда Долж. Окончил среднюю школу в Крайове. В 1941 году окончил военное училище в Тимишоаре, а в 1943 году — школу пехотных офицеров в Бухаресте.

### Служба в 1-й румынской танковой дивизии
1 июля 1943 года Иону Думитру было присвоено звание сублокотенента (второго лейтенанта) и дано направление в 1-й танковый полк, который проходил реорганизацию в Тырговиште после поражения румынской армии в Сталинградской битве. Дальнейшее обучение Думитру проходил в учебном центре 6-го танкового полка вермахта (Ганновер, Германия).
В марте 1944 года в составе 1-й танковой дивизии, получившей название «Великая Румыния», направлен на фронт, в Молдавию. Дивизия находилась в резерве 4-й армии.
Утром 20 августа 1944 года началась советская Ясско-Кишинёвская операция. Румынские танкисты были готовы к советскому наступлению: 1-й танковый полк практически сразу начал контратаку во фланг советских механизированных колонн. Около 10 часов утра румынские танкисты столкнулись с советскими танками вблизи деревни Скобалтени. В результате 10-часового танкового боя румыны подбили 60 советских танков, вынудив противника выйти из боя. Сами румыны потеряли 20 машин. Предположительно, командир танка, сублокотенент Думитру, подбил в этом бою как минимум один советский танк.

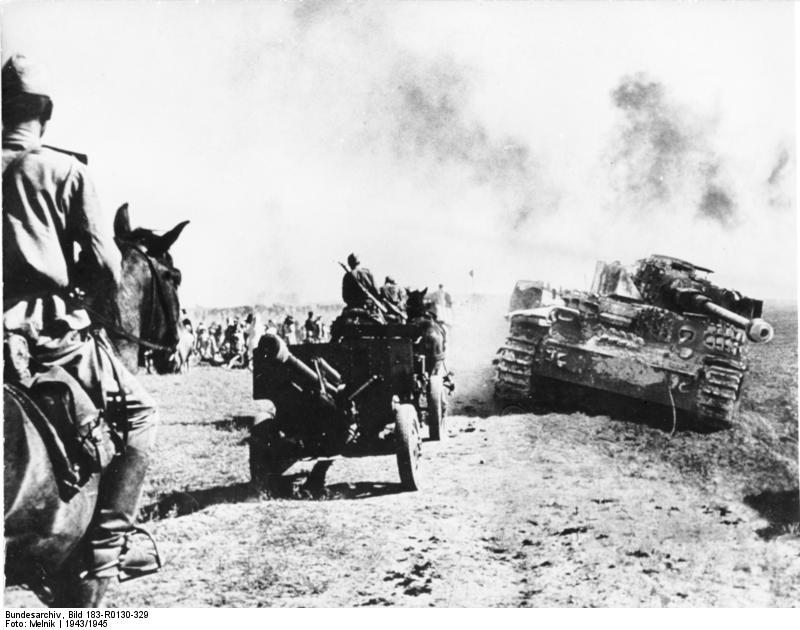
Советские войска продвигаются вперёд мимо горящего PzKpfw IV, 1943/1945.

Тем не менее, советские войска обошли позиции румын, и 1-й танковый полк оказался в окружении. Ночью румыны начали отступление на запад, однако в темноте колонны разделились и до деревни Сторнести дошли только 13 танков PzKpfw IV и 3 бронетранспортёра SPW 250. Затем к ним присоединились и немцы — несколько штурмовых орудий.
23 августа на позиции румынских танкистов, усиленных немецкими ПТО, около деревни Сабаоани вышла советская механизированная колонна — более двух десятков танков. Румынам удалось расстрелять из засады 22 советских танка. Думитру записал на свой счёт один танк противника.
Через час румыны продолжили отступление, а на следующий день, 24 августа, им стало известно, что правительство страны заключило перемирие — война с Советским Союзом была прекращена.

### В составе 27-й танковой бригады РККА
Как и большинство танкистов 1-го танкового полка, Думитру был направлен в советский лагерь для военнопленных. После нескольких побегов он оказался в Тырговиште, где в середине сентября был зачислен во вновь формируемый 2-й танковый полк, где ему предстояло сражаться под советским командованием против бывших союзников — немцев.
В марте 1945 года в составе 27-й танковой бригады (примечательно, что именно против неё румынские танкисты сражались в августе 1944 года) полк был направлен на фронт в Словакию. Сублокотенент Думитру был назначен командиром взвода танков PzKpfw IV. 26 марта, переправившись через реку Хрон, подразделение Думитру ворвалось на немецкие позиции, уничтожив 6 противотанковых орудий и захватив батарею 15-сантиметровых гаубиц. Дальнейшее продвижение было остановлено контратакой взвода немецких «Тигров».
Два дня спустя, 28 марта, взвод Думитру вновь атаковал немцев у деревни Мал-Четин, где они уничтожили штурмовое орудие StuG IV, бронетранспортёр и два ПТО. Немцы отступили, а деревню заняла советская пехота.
31 марта советские пехотинцы, поддерживаемые румынскими танкистами, встретили немецкий опорный пункт, который защищали взвод «Тигров», взвод тяжёлых противотанковых самоходных установок, а также рота венгерских танков PzKpfw IV. В этом бою союзникам улыбнулась удача: во время налёта немецкой авиации один из сбитых немецких бомбардировщиков упал рядом со стоявшими «Тиграми», повредив два из них. Воспользовавшись замешательством противника, румынские танкисты атаковали, уничтожив два и подбив ещё два венгерских танка. Немцы отступили, взяв поврежденные «Тигры» на буксир.
В начале апреля, после освобождения Братиславы, Думитру, ставший командиром отделения из 7 PzKpfw IV и трёх САУ, пополнил счёт своего подразделения 9 танками и штурмовыми орудиями, а также 3 бронетранспортёрами противника.
11 апреля 1945 года 2-й румынский танковый полк сражался в Австрии, где участвовал в битве за Вену. К 12 апреля в взводе Думитру осталось только 2 танка PzKpfw IV. В районе деревни Гогенруппенсдорф его 2 танка при поддержке советской батареи ПТО и стрелкового взвода отражали немецкую контратаку. В этом бою танкисты Думитру уничтожили один бронетранспортёр, а три других подбили советские артиллеристы. К 17 часам немцы повторили атаку силами 4 танков PzKpfw IV и 4 бронетранспортёров с пехотой. Экипаж Думитру поджёг немецкий танк, ещё один подбили советские ПТО. Экипажи двух других немецких танков сдались. Ещё двум удалось отступить. Немецкие контратаки закончились только 13 апреля.
В середине апреля 2-й румынский танковый полк стал 1-м танковым батальоном. Думитру был назначен командиром 1-й танковой роты (6 PzKpfw IV, 3 штурмовых орудия, 5 TACAM, 2 R-2s и 3 бронеавтомобиля). Батальон вёл наступление на Шрик 14 апреля. Румынам досталось — «Пантеры» из засады подбили 2 PzKpfw IV и ТАСАМ.
Сам Думитру, поменявший экипаж и танк, был ранен. Следующие месяцы он провёл в госпиталях. Закончил войну в звании лейтенанта. После госпиталя Ион Думитру продолжал служить в румынских танковых войсках до 1953 года, после чего вышел в отставку.
Всего Думитру участвовал в боях 25 дней: 5 дней воевал на стороне немцев и 20 дней — в составе советской 27-й танковой бригады. За это время он и его экипажи записали на свой счёт не менее 5 танков и 3-4 бронетранспортёра.

## Награды
Награждён высшей воинской наградой Румынии — Орденом Михая Храброго 3-го класса с Мечами.